# Perilitus stuardoi
Perilitus stuardoi är en stekelart som beskrevs av Porter 1926. Perilitus stuardoi ingår i släktet Perilitus och familjen bracksteklar. Inga underarter finns listade i Catalogue of Life.